# Comuna Țvitoha, Slavuta
Țvitoha (în ucraineană Цвітоха) este o comună în raionul Slavuta, regiunea Hmelnîțkîi, Ucraina, formată din satele Kameanka, Tașkî și Țvitoha (reședința).

## Demografie
Componența lingvistică a comunei Țvitoha
     Ucraineană (96,95%)
     Rusă (2,82%)
     Alte limbi (0,23%)
Conform recensământului din 2001, majoritatea populației comunei Țvitoha era vorbitoare de ucraineană (96,95%), existând în minoritate și vorbitori de rusă (2,82%).